# Sabuk-myeon
Sabuk-myeon (koreanska: 사북면) är en socken i kommunen Chuncheon i provinsen Gangwon i den norra delen av Sydkorea, 80 km nordost om huvudstaden Seoul. 